# Chi Eridani
Désignations
Chi Eridani (χ Eri) est une étoile binaire de la constellation de l'Éridan. Sa magnitude apparente est de 3,70. D'après la mesure de sa parallaxe annuelle par le satellite Gaia, le système est distant de ∼ 57,4 a.l. (∼ 17,6 pc) de la Terre. Les deux étoiles avaient une séparation angulaire de 5,0 secondes d'arc en date de 1994, ce qui correspond à une séparation projetée d'environ 128 ua.
La composante primaire, désignée Chi Eridani A, est une étoile sous-géante jaune en train d'évoluer hors de la séquence principale de type spectral G8 IV et âgée d'environ deux milliards d'années. Elle est environ 1,6 fois plus massive que le Soleil et son rayon est quatre fois plus grand que le rayon solaire. L'étoile est 10 fois plus lumineuse que le Soleil et sa température de surface est de 5 115 K. Elle présente une forte activité chromosphérique et coronale. De manière inhabituelle pour une étoile de cette classe, elle montre également une variabilité photométrique d'une amplitude de 0,04 magnitude. Cette variabilité pourrait être expliquée par un transfert de masse ancien en provenance du compagnon secondaire, ou encore par l'existence d'un compagnon tertiaire qui resterait à détecter.
Le compagnon, désigné Chi Eridani B, est environ plus faible de 7 magnitudes que la primaire et pourrait être la source de l'émission de rayons X du système. Cette émission possède une luminosité de 504,4 × 1027 erg s-1.